# Жуковско-Волынская улица

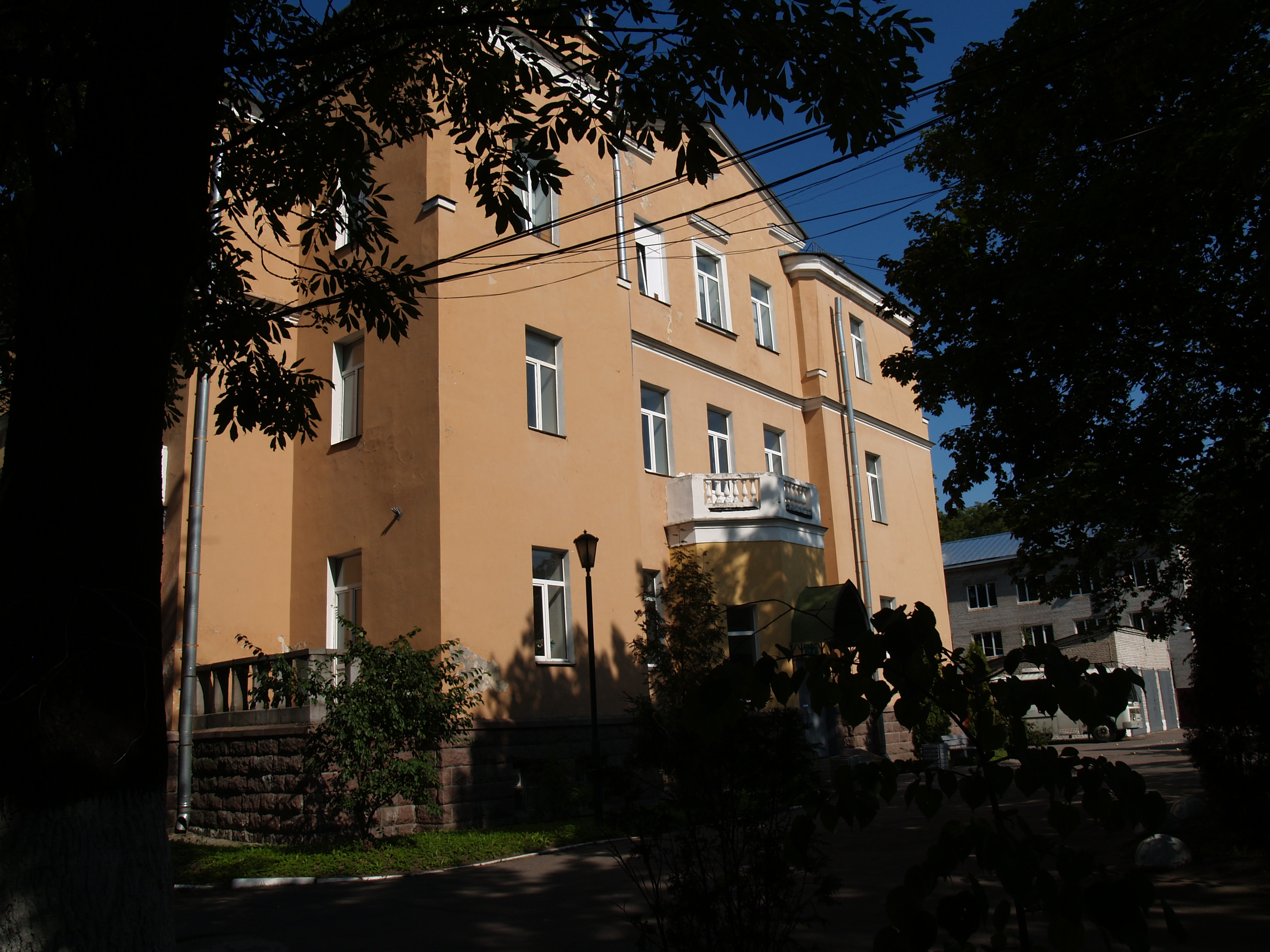
Дом Л. В. Калина

Жуко́вско-Волы́нская улица — улица в городе Пушкине (Пушкинский район Санкт-Петербурга). Проходит от Софийского бульвара до Железнодорожной улицы и улицы Чистякова. Является продолжением Октябрьского бульвара.

## История
Улица появилась в 1850-х годах. Название Жуковско-Волынская улица ей было присвоено 18 ноября 1883 года. Его дали в честь почётного лейб-хирурга, главного врача располагавшегося поблизости Дворцового госпиталя Ф. Ф. Жуковского-Волынского. В начале XX века имела иную конфигурацию: включала в себя участок Железнодорожной улицы, заворачивая на север к станции Царское Село.
В 1913 году прямое продолжение Жуковско-Волынской улицы (от нынешнего угла у дома 1 на юго-восток) было названо Мельниковским переулком. В 1950-х годах этот топоним был утрачен.
23 апреля 1923 года её переименовали в Жуко́вскую улицу — как переосмысление предыдущего названия — в честь В. А. Жуковского. Также употреблялась форма улица Жуковского.
Историческое название было возвращено 7 мая 1996 года.

## Примечательные здания
- Дом № 2, литера А — дом Л. В. Калина (с садом)[2].